# Morti nel 1974/Marzo
| Questa pagina contiene informazioni ricavate automaticamente dalle voci biografiche con l'ausilio del template Bio e di un bot. L'aggiornamento è periodico e automatico e ricostruisce completamente la pagina. Se manca una persona in questa lista, sei pregato di non aggiungerla, ma accertati piuttosto che la sua voce biografica contenga il template Bio e che i dati anagrafici siano correttamente compilati. Se il template Bio manca, inseriscilo tu stesso o, in alternativa, metti l'avviso {{tmp\|Bio}} che ne segnala la mancanza. Se i dati riportati sono sbagliati, correggi direttamente la voce biografica; le modifiche saranno visibili in questa lista entro pochi giorni. Per chiarimenti vedi il progetto biografie. La lista contiene solo le 95 persone che sono citate nell'enciclopedia e per le quali è stato implementato correttamente il template Bio. Pagina aggiornata al 3 mar 2024. |

- 1º marzo - Agnes Geraghty, nuotatrice statunitense (n. 1907)
- 1º marzo - Bobby Timmons, pianista e compositore statunitense (n. 1935)
- 2 marzo - Salvador Puig Antich, anarchico spagnolo (n. 1948)
- 2 marzo - Antoine de Padoue Rahajarizafy, presbitero, filosofo e scrittore malgascio (n. 1911)
- 2 marzo - Georg Michael Welzel, criminale tedesco orientale (n. 1944)
- 3 marzo - Carl Burckhardt, diplomatico svizzero (n. 1891)
- 3 marzo - John Cooper, ostacolista e velocista britannico (n. 1940)
- 3 marzo - Vieri Luschi, fantino italiano (n. 1911)
- 3 marzo - Michail Klavdievič Tichonravov, ingegnere sovietico (n. 1900)
- 3 marzo - Frank Wilcox, attore statunitense (n. 1907)
- 4 marzo - Arne Skaug, economista, politico e diplomatico norvegese (n. 1906)
- 4 marzo - Bartolo Gianturco, avvocato e politico italiano (n. 1891)
- 4 marzo - Adolph Gottlieb, pittore statunitense (n. 1903)
- 4 marzo - Herman Van Breda, filosofo belga (n. 1911)
- 5 marzo - Pëtr Anochin, fisiologo sovietico (n. 1898)
- 5 marzo - Billy De Wolfe, attore statunitense (n. 1907)
- 5 marzo - Sol Hurok, impresario teatrale russo (n. 1888)
- 5 marzo - William Kinnear, canottiere britannico (n. 1880)
- 5 marzo - Knudåge Riisager, compositore danese (n. 1897)
- 5 marzo - Paul Wyss, calciatore svizzero (n. 1891)
- 6 marzo - Edith Borella, attrice statunitense (n. 1890)
- 6 marzo - Marino Lupi, fantino italiano (n. 1928)
- 6 marzo - Eugenio Szabados, scacchista italiano (n. 1898)
- 7 marzo - Eduard Kainberger, calciatore austriaco (n. 1911)
- 8 marzo - Luigi La Ferlita, avvocato e politico italiano (n. 1906)
- 8 marzo - Alberto Rabagliati, cantante, attore e conduttore radiofonico italiano (n. 1906)
- 8 marzo - Franz Vavra, calciatore austriaco (n. 1915)
- 8 marzo - Martha Wentworth, attrice e doppiatrice statunitense (n. 1889)
- 9 marzo - Giuseppe Olivotti, vescovo cattolico italiano (n. 1905)
- 9 marzo - Felix Schlag, medaglista statunitense (n. 1891)
- 9 marzo - Earl Wilbur Sutherland, fisiologo statunitense (n. 1915)
- 9 marzo - Luigi Zuccheri, pittore e illustratore italiano (n. 1904)
- 10 marzo - Hans Wilhelmsson Ahlmann, geografo svedese (n. 1889)
- 10 marzo - Bolesław Kominek, cardinale e arcivescovo cattolico polacco (n. 1903)
- 10 marzo - Charles Midgley Maud, aviatore inglese (n. 1898)
- 11 marzo - Stanisława Leszczyńska,  polacca (n. 1896)
- 12 marzo - Alberto Bachelet, generale e politico cileno (n. 1923)
- 12 marzo - Guglielmo Tabacchi, imprenditore italiano (n. 1900)
- 13 marzo - Giulio Bucciolini, giornalista, commediografo e scrittore italiano (n. 1887)
- 13 marzo - Werner Lorenz, generale tedesco (n. 1891)
- 13 marzo - Howard St. John, attore statunitense (n. 1905)
- 13 marzo - Frans de Vreng, pistard olandese (n. 1898)
- 14 marzo - Natale Balossino, calciatore italiano (n. 1904)
- 14 marzo - Alex Pompez, dirigente sportivo statunitense (n. 1890)
- 16 marzo - Peter Celsing, architetto svedese (n. 1920)
- 16 marzo - Enrico Falqui, scrittore e critico letterario italiano (n. 1901)
- 17 marzo - Enrico Avanzi, genetista e agronomo italiano (n. 1888)
- 17 marzo - Louis Kahn, architetto statunitense (n. 1901)
- 17 marzo - Carroll Nye, attore statunitense (n. 1901)
- 17 marzo - Gustavo Sanvenero Rosselli, medico italiano (n. 1897)
- 18 marzo - Romeo Bernotti, ammiraglio e politico italiano (n. 1877)
- 18 marzo - Hans Döllgast, architetto tedesco (n. 1891)
- 18 marzo - William A. Lyon, montatore statunitense (n. 1903)
- 18 marzo - Enrico Rivolta, calciatore italiano (n. 1905)
- 18 marzo - Bill Roberts, animatore e regista statunitense (n. 1899)
- 19 marzo - Paolo Botto, arcivescovo cattolico italiano (n. 1896)
- 19 marzo - Austin Clarke, poeta, drammaturgo e romanziere irlandese (n. 1896)
- 19 marzo - Anne Klein, stilista statunitense (n. 1923)
- 19 marzo - Vito Pandolfi, critico teatrale e regista italiano (n. 1917)
- 19 marzo - Edward Platt, attore statunitense (n. 1916)
- 19 marzo - Margherita Sanna, politica italiana (n. 1904)
- 20 marzo - Chet Huntley, giornalista statunitense (n. 1911)
- 21 marzo - Candy Darling, attrice statunitense (n. 1944)
- 21 marzo - Anton Grot, scenografo polacco (n. 1884)
- 21 marzo - Bill Mokray, storico e statistico statunitense (n. 1907)
- 22 marzo - Gregor Ebner, medico tedesco (n. 1892)
- 22 marzo - Heihachirō Fukuda, artista giapponese (n. 1892)
- 22 marzo - Peter Revson, pilota automobilistico statunitense (n. 1939)
- 22 marzo - Orazio Satta Puliga, ingegnere italiano (n. 1910)
- 23 marzo - Edward Molyneux, stilista e profumiere britannico (n. 1891)
- 23 marzo - Dante Pasqua, scacchista italiano (n. 1898)
- 23 marzo - Léon Rosenfeld, fisico belga (n. 1904)
- 24 marzo - Hristo Iliev, calciatore bulgaro (n. 1936)
- 24 marzo - Alan Jackson, pistard britannico (n. 1933)
- 24 marzo - Raffaele Terranova, politico italiano (n. 1898)
- 25 marzo - Georges Rigal, nuotatore e pallanuotista francese (n. 1890)
- 25 marzo - Jānis Tiltiņš, cestista lettone (n. 1909)
- 26 marzo - Edward Condon, fisico statunitense (n. 1902)
- 26 marzo - Werner Kohlmeyer, calciatore tedesco occidentale (n. 1924)
- 27 marzo - Dino Ciani, pianista italiano (n. 1941)
- 27 marzo - Eduardo Santos, politico, giornalista e avvocato colombiano (n. 1888)
- 27 marzo - Kon Shimizu, fumettista e vignettista giapponese (n. 1912)
- 27 marzo - Wang Ming, politico cinese (n. 1904)
- 28 marzo - Arthur Crudup, musicista statunitense (n. 1905)
- 28 marzo - Dorothy Fields, paroliera e compositrice statunitense (n. 1904)
- 28 marzo - Françoise Rosay, attrice francese (n. 1891)
- 29 marzo - Andrea Checchi, attore italiano (n. 1916)
- 29 marzo - Teddy Yarosz, pugile statunitense (n. 1910)
- 30 marzo - Willem Hendrik van den Bos, astronomo olandese (n. 1896)
- 30 marzo - Domenico Marotta, chimico e scienziato italiano (n. 1886)
- 30 marzo - Vincenzo Rossetti, medico italiano (n. 1896)
- 30 marzo - Karel Struijs, pallanuotista olandese (n. 1892)
- 31 marzo - Victor Boin, pallanuotista, nuotatore e schermidore belga (n. 1886)
- 31 marzo - Wu Pak Chiu, tenore cinese (n. 1913)
- 31 marzo - Karl Hohmann, calciatore e allenatore di calcio tedesco (n. 1908)